# Farlowella
Genre
Synonymes
- Acestra Kner, 1853[1]

Farlowella est un genre, endémique  à l'Amérique du Sud, de poissons de la famille des Loricariidae et de l'ordre des Siluriformes. Ces espèces ressemblent un peu à celles des phasmes terrestres quant à leurs forme et coloration, leur permettant de se camoufler parmi leur environnement.

## Liste des espèces
Selon FishBase (22 mai 2015) : 
- Farlowella acus (Kner, 1853)
- Farlowella altocorpus Retzer, 2006
- Farlowella amazonum (Günther, 1864)
- Farlowella colombiensis Retzer & Page, 1997
- Farlowella curtirostra Myers, 1942
- Farlowella gracilis Regan, 1904
- Farlowella hahni Meinken, 1937
- Farlowella hasemani Eigenmann & Vance, 1917
- Farlowella henriquei Miranda Ribeiro, 1918
- Farlowella isbruckeri Retzer & Page, 1997
- Farlowella jauruensis Eigenmann & Vance, 1917
- Farlowella knerii (Steindachner, 1882)
- Farlowella mariaelenae Martín Salazar, 1964
- Farlowella martini Fernández-Yépez, 1972
- Farlowella nattereri Steindachner, 1910
- Farlowella odontotumulus Retzer & Page, 1997
- Farlowella oxyrryncha (Kner, 1853)
- Farlowella paraguayensis Retzer & Page, 1997
- Farlowella platorynchus Retzer & Page, 1997
- Farlowella reticulata Boeseman, 1971
- Farlowella rugosa Boeseman, 1971
- Farlowella schreitmuelleri Ahl, 1937
- Farlowella smithi Fowler, 1913
- Farlowella taphorni Retzer & Page, 1997
- Farlowella venezuelensis Martín Salazar, 1964
- Farlowella vittata Myers, 1942
- Farlowella yarigui Ballen & Mojica, 2014

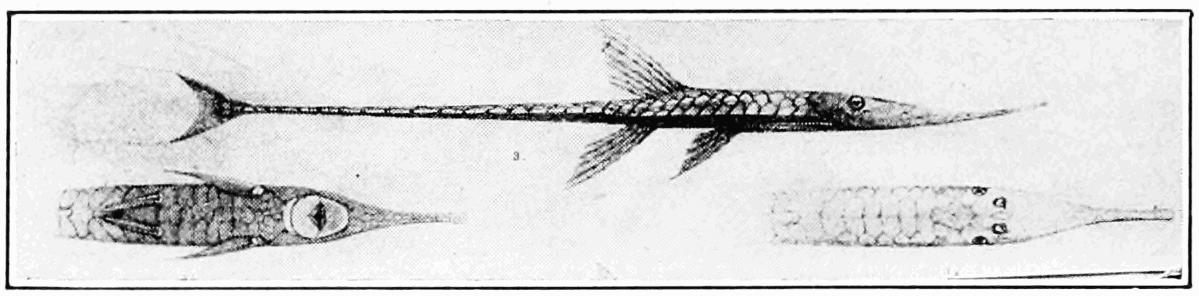
Farlowella, vues sous différents angles.

## Étymologie
Le nom du genre Farlowella a été donné en l'honneur de William Gilson Farlow (1844-1919).